# آمالیا خودریگش
آمالیا خودریگش (پرتغالی: Amália Rodrigues؛ تلفظ پرتغالی:[ɐˈmaliɐ ʁuˈðɾiɣɨʃ]؛ ۲۳ ژوئیهٔ ۱۹۲۰ – ۶ اکتبر ۱۹۹۹) یک موسیقی‌دان، خوانندهٔ برجستهٔ فادو و هنرپیشه اهل پرتغال بود. وی بین سال‌های ۱۹۳۹ تا ۱۹۹۹ میلادی فعالیت می‌کرد.
آمالیا به «ملکه فادو» (پرتغالی: Rainha do Fado) ملقب بود و نقش اساسی در شناساندن و به‌شهرت‌رساندن این سبک موسیقی در سرتاسر جهان داشت. او یکی از چهره‌های کلیدی این سبکِ آوازی در دوران تجدید و احیا آن، در قرن بیستم بود و طی دوران ۵۰ سالهٔ هنری‌اش، مهترین خوانندهٔ زنِ فادو محسوب می‌شد. وی همچنین بعدها، الهام‌بخشِ هنرمندانی چون ماریزا و مادره‌دو شد.
آمالیا تا سال ۱۹۹۹ میلادی، بیش از ۳۰ میلیون نسخه ترانه فروخته بود و همچنان پُرفروش‌ترین خوانندهٔ تاریخ پرتغال محسوب می‌شود.
پس از مرگش، دولت پرتغال، ۳ روز عزای عمومی اعلام کرد و پیکرش را در «پانتئون ملی پرتغال»، با حضور ده‌ها هزار مشایعت‌کننده و در کنار سایر مشاهیر برجستهٔ آن کشور به خاک سپردند. منزلش نیز در خیابان «سائو بنتو» مبدل به موزه شد.
در سال ۲۰۰۷ میلادی در انتخابی عمومی که برای برگزیدن «برجسته‌ترین چهره‌های تاریخ پرتغال» برگزار شد، او رتبهٔ چهاردهم را بدست آورد.
وی در سرتاسر جهان، برندهٔ افتخارات و نشان‌های گوناگونی شده است. به عنوان مثال، دولت فرانسه به او بابت فعالیت‌های هنری‌اش، نشان شوالیهٔ لژیون دونور را اعطا کرد.